# Білл Браун (шотландський футболіст)
Білл Браун (англ. Bill Brown, нар. 8 жовтня 1931, Арброт — пом. 1 грудня 2004, Сімко) — шотландський футболіст, що грав на позиції воротаря.
Виступав, зокрема, за клуби «Данді» та «Тоттенгем Готспур», а також національну збірну Шотландії.

## Клубна кар'єра
У дорослому футболі дебютував 1949 року виступами за команду клубу «Данді», в якій провів десять сезонів, взявши участь у 215 матчах чемпіонату. Більшість часу, проведеного у складі «Данді», був основним голкіпером команди.
Своєю грою за цю команду привернув увагу представників тренерського штабу клубу «Тоттенгем Готспур», до складу якого приєднався влітку 1959 року. «Шпори» заплатили за воротаря 16,5 тис. фунтів. Відіграв за лондонський клуб наступні сім сезонів своєї ігрової кар'єри. Граючи у складі «Тоттенгем Готспур» також здебільшого виходив на поле в основному складі команди і виграв золотий дубль в 1961 році, Кубок Англії в 1962 році і Кубок європейських кубків в 1963 році.
У сезоні 1966/67 виступав у Дивізіоні Два за «Нортгемптон Таун». 
Завершив професійну ігрову кар'єру у канадському клубі «Торонто Фалконс», де недовго виступав протягом 1967 року. Після завершення кар'єри залишився в Канаді і працював у сфері будівництва.
Помер 1 грудня 2004 року на 74-му році життя у містечку Сімко.

## Виступи за збірну
1958 року дебютував в офіційних матчах у складі національної збірної Шотландії. 
У складі збірної був учасником чемпіонату світу 1958 року у Швеції, де провів один матч проти Франції (1:2).
Протягом кар'єри у національній команді, яка тривала 8 років, провів у формі головної команди країни 28 матчів.

## Титули і досягнення
- Володар Кубка шотландської ліги (2):

«Данді»: 1951-52, 1952-53
- Чемпіон Англії (1):

«Тоттенгем Готспур»: 1960-61
- Володар Кубка Англії (2):

«Тоттенгем Готспур»: 1960-61, 1961-62
- Володар Суперкубка Англії (2):

«Тоттенгем Готспур»: 1961, 1962
- Володар Кубка Кубків УЄФА (1):

«Тоттенгем Готспур»: 1962-63